# 河野興産
河野興産株式会社（こうのこうさん）は、愛媛県松山市西垣生町に本社を置く製材メーカー。

## 概要
1946年に個人創業し、1954年に法人化した。1974年にコーノハウス（後のコーノ地所）を設立し建て売り・建築部門に進出、1975年にスーパーマーケットを経営するコーノを設立、さらに関連の集成材製造、木材防腐処理加工の2社を加え、「コーノグループ」を形成していた。しかし木材建築業界の不振から業績が低迷し、2000年8月にコーノグループ5社が民事再生法の適用を申請。
現在、河野興産は構造用集成材をメインに木材の製造・販売を行っている。

## 事業所
- 本社 - 愛媛県松山市西垣生町1740-6
- 集成材事業部 - 愛媛県西条市丹原町関屋甲424-1

## 沿革
- 1946年 - 河野幸男が個人創業。
- 1954年 - 法人成り。
- 1974年 - コーノハウスを設立。
- 1975年 - コーノを設立。
- 1979年 - 松山市誘致により、現在の木材工業団地に移転。
- 1983年 - エヒメ木材防腐を設立。
- 1995年 - 周桑郡丹原町に集成材事業部を設置。
- 2000年 - コーノグループ5社が民事再生法の適用を申請。負債総額はグループ全体で約110億円。
- 2018年 - コーノを吸収合併。